# Euphlyctis cyanophlyctis
Espèce
Synonymes
- Rana cyanophlyetis Schneider, 1799
- Rana bengalensis Gray, 1830
- Rana leschenaultii Duméril & Bibron, 1841
- Dicroglossus adolfi Günther, 1860
- Rana cyanophlyctis var. seistanica Nikolskii, 1899
- Rana cyanophlyctis var. fulvus De Silva, 1958
- Rana cyanophlyctis var. flavens De Silva, 1958
- Euphlyctis cyanophlyctis microspinulata Khan, 1997

Statut de conservation UICN

 LC  : Préoccupation mineure
Euphlyctis cyanophlyctis est une espèce d'amphibiens de la famille des Dicroglossidae.

## Répartition
Cette espèce se rencontre dans le sud-est de l'Iran, dans le sud de l'Afghanistan, au Pakistan, en Inde, au Sri Lanka, au Népal, au Bangladesh, dans l'ouest de la Bangladesh et au Viêt Nam du niveau de la mer jusqu'à 2 500 m d'altitude,.
Sa présence incertaine au Bhoutan et en Thaïlande.

## Description

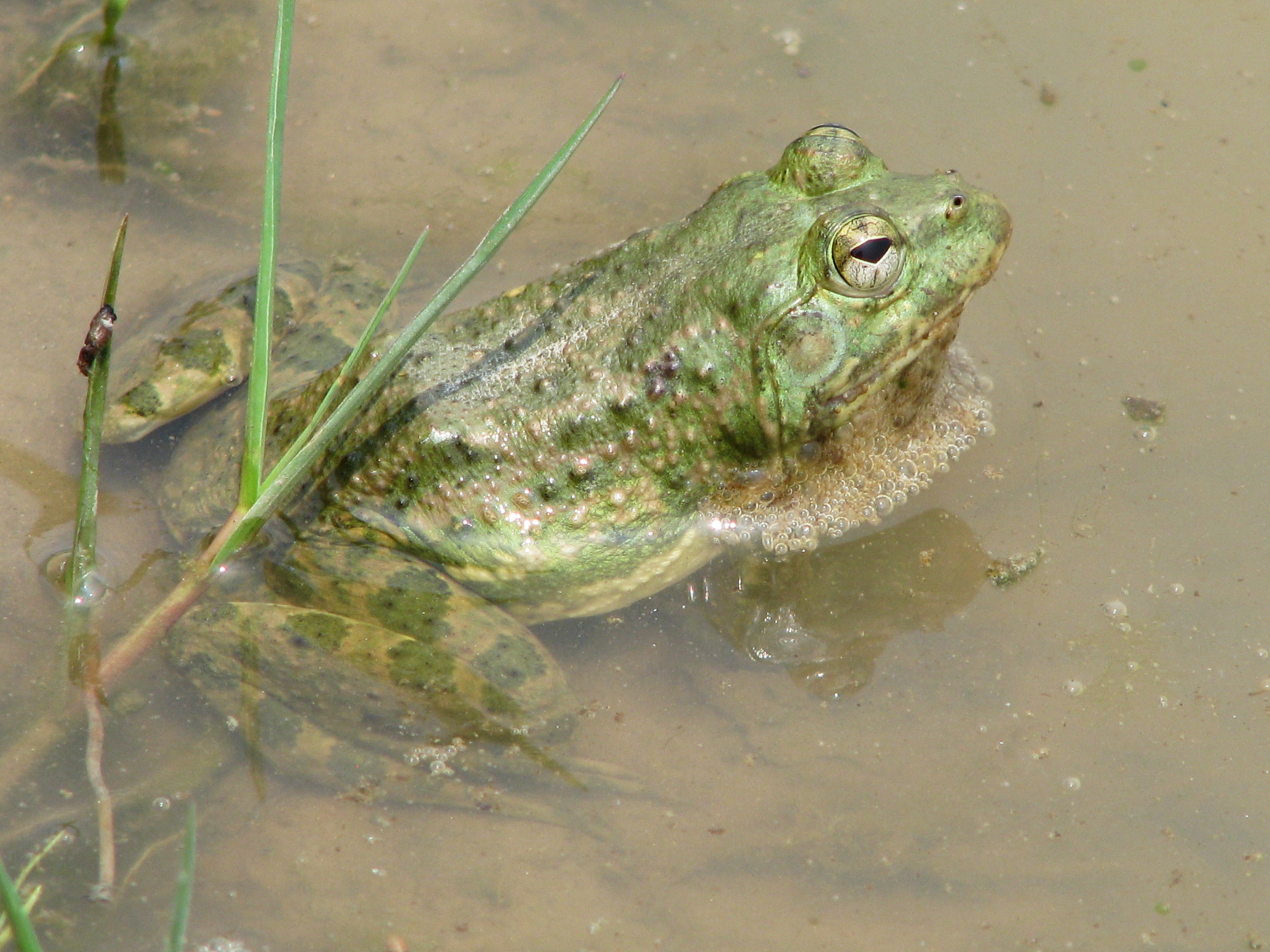
Euphlyctis cyanophlyctis

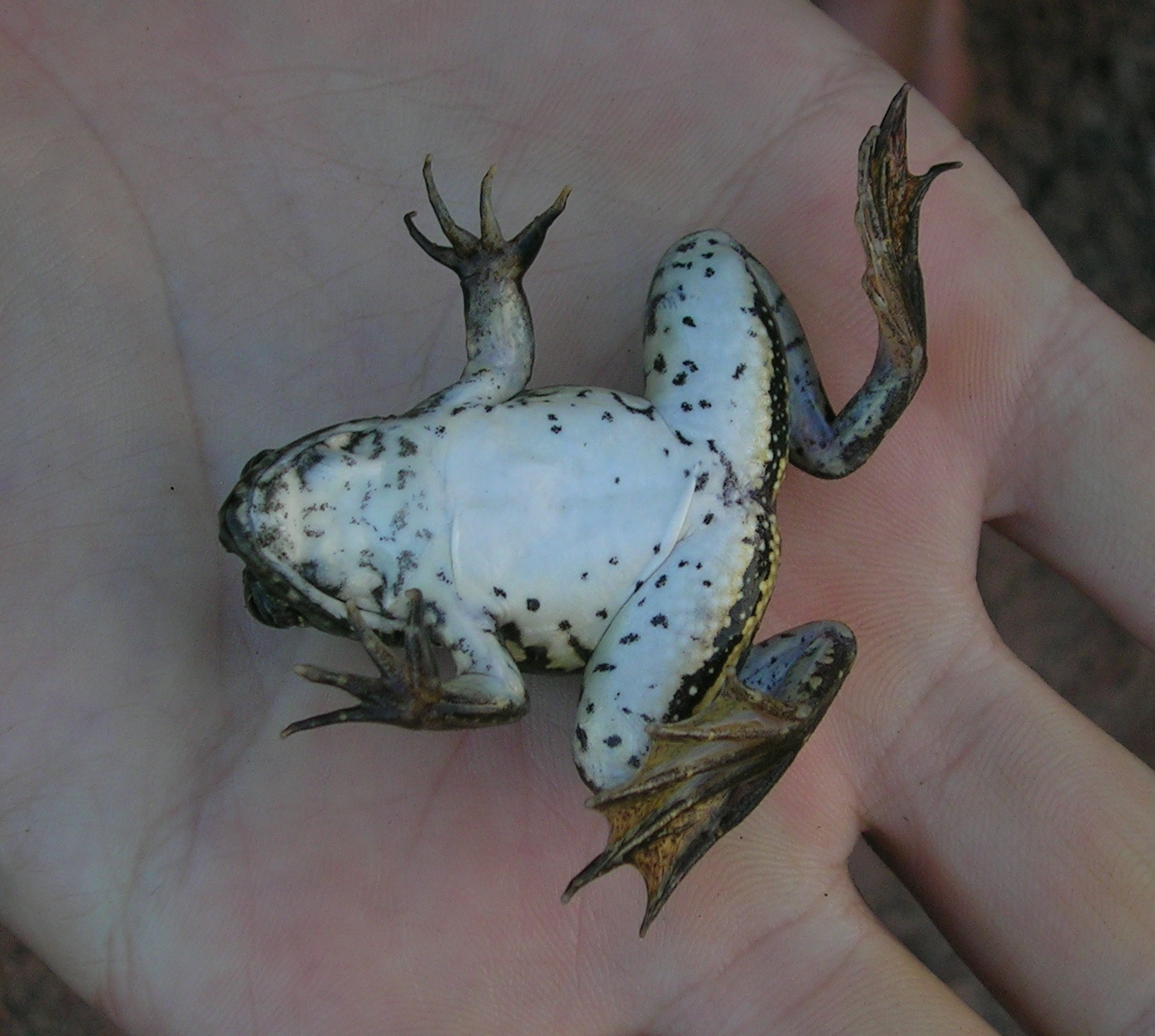
Euphlyctis cyanophlyctis, face ventrale.

Cette grenouille aquatique a une taille variant de 4 à 6,5 cm.
Elle est célèbre car elle a la capacité de ricocher à la surface de l'eau.
Euphlyctis cyanophlyctis présente un dos de couleur grise, olivâtre ou brun clair (parfois noir) avec des taches noires irrégulières. 
Ses pattes arrière sont sombres et sont rayées d'une ou deux bandes jaunes ou blanches. 
Son ventre est blanc uniforme ou présentant une réticulation foncée. 
Les sacs vocaux sont de brun clair.

## Publication originale
- Schneider, 1799 : Historiae amphibiorum naturalis et literariae fasciculus primus, vol. 1 (texte intégral).